# Брейддальсвик (бухта)
Брейддальсвик (исл. Breiðdalsvík, исландское произношение: [ˈpreiðˌtalsˌviːk];  дословно — «бухта широкой долины») — небольшая бухта на юго-востоке Исландии в регионе Эйстюрланд.

## Физико-географическая характеристика
Брейддальсвик расположен в восточной части Исландии в физико-географическом регионе Эйстфирдир (Восточные Фьорды), к югу от залива Стёдва-фьорд и выходит в Норвежское море. Длина бухты составляет около 8 километров, а ширина достигает 10 километров.
С двух сторон бухта окружен небольшими горными массивами — на юге Оусфьядль (исл. Ósfjall) и Фанндальсфьядль (исл. Fanndalsfjall) на севере. На западе к побережью бухты выходит долина Брейддалюр. Горная река Брейддальсау (исл. Breiðdalsá), берущая своё начало на горном массиве Брейддальсхейди, впадает в Брейддальсвик западнее мыса Мельейри.
Бухта относительно неглубокая, большая часть её дна обнажается во время отлива. В Брейддальсвике есть несколько небольших островов, самые крупные из них Хабнарей (исл. Hafnarey) и Гюннхлидарей (исл. Gunnhlídarey). Расположенный в глубине бухты длинный и узкий песчаный мыс Мельейри почти полностью её перегораживает, поэтому самые внутренние 1,5 км Брейддальсвик образуют полузакрытую лагуну Лейрюр. Через этот мыс, а также плотину и мост проходит дорога государственного значения Хрингвегюр 1.
На северном берегу Брейддальсвика находится деревня с таким же названием, а одноимённый аэродром находится на побережье к западу от лагуны.

## Галерея

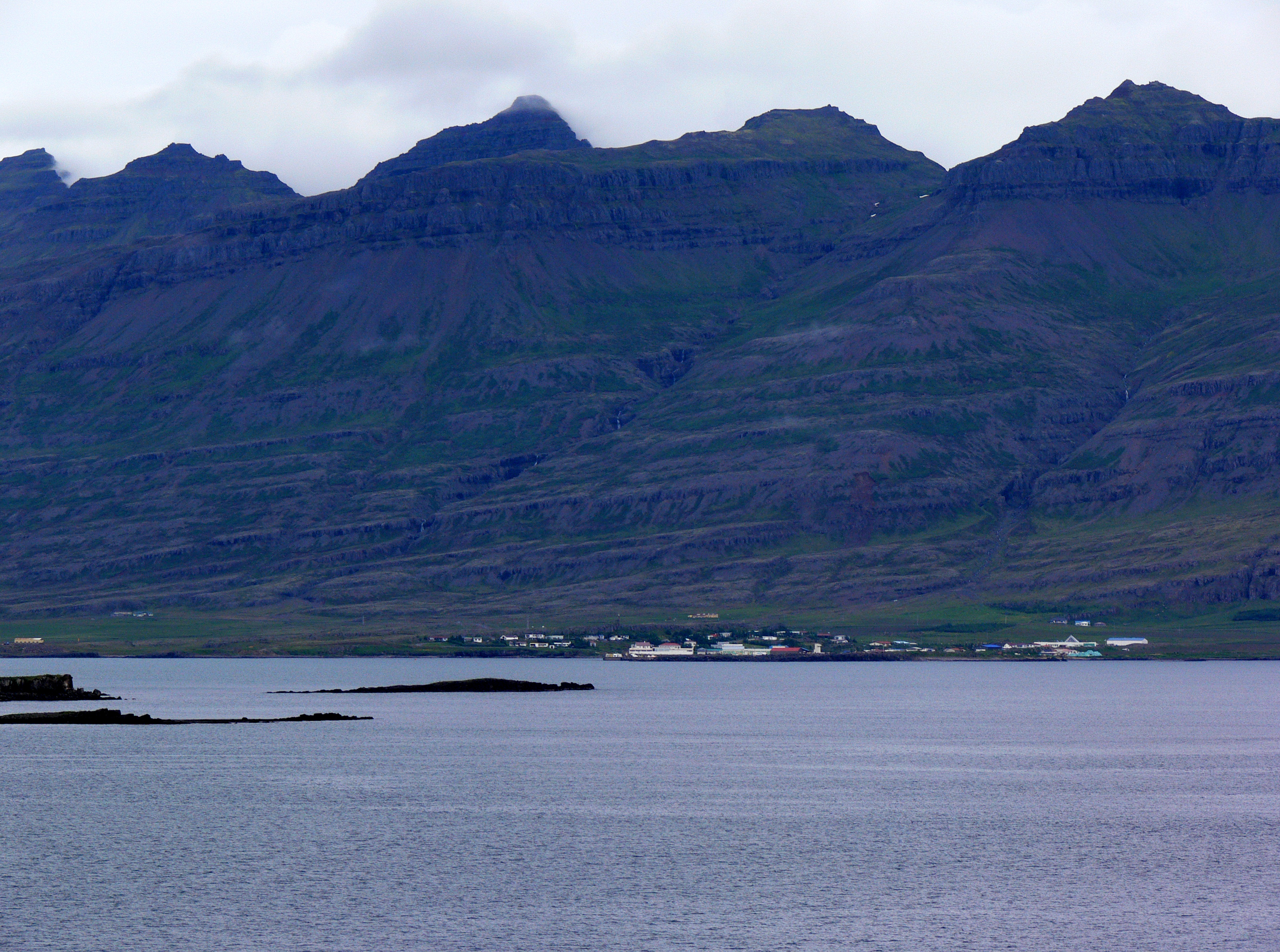
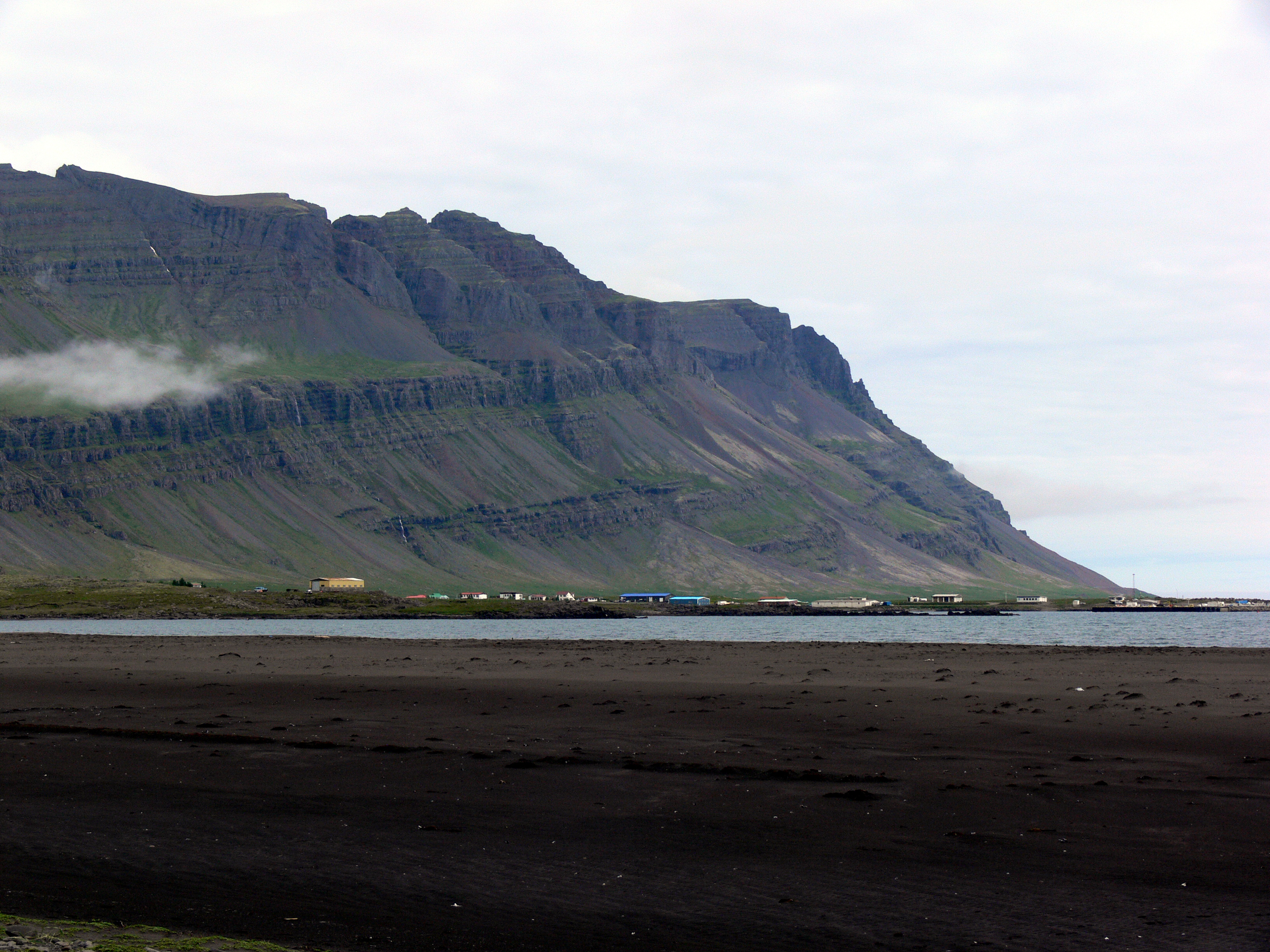
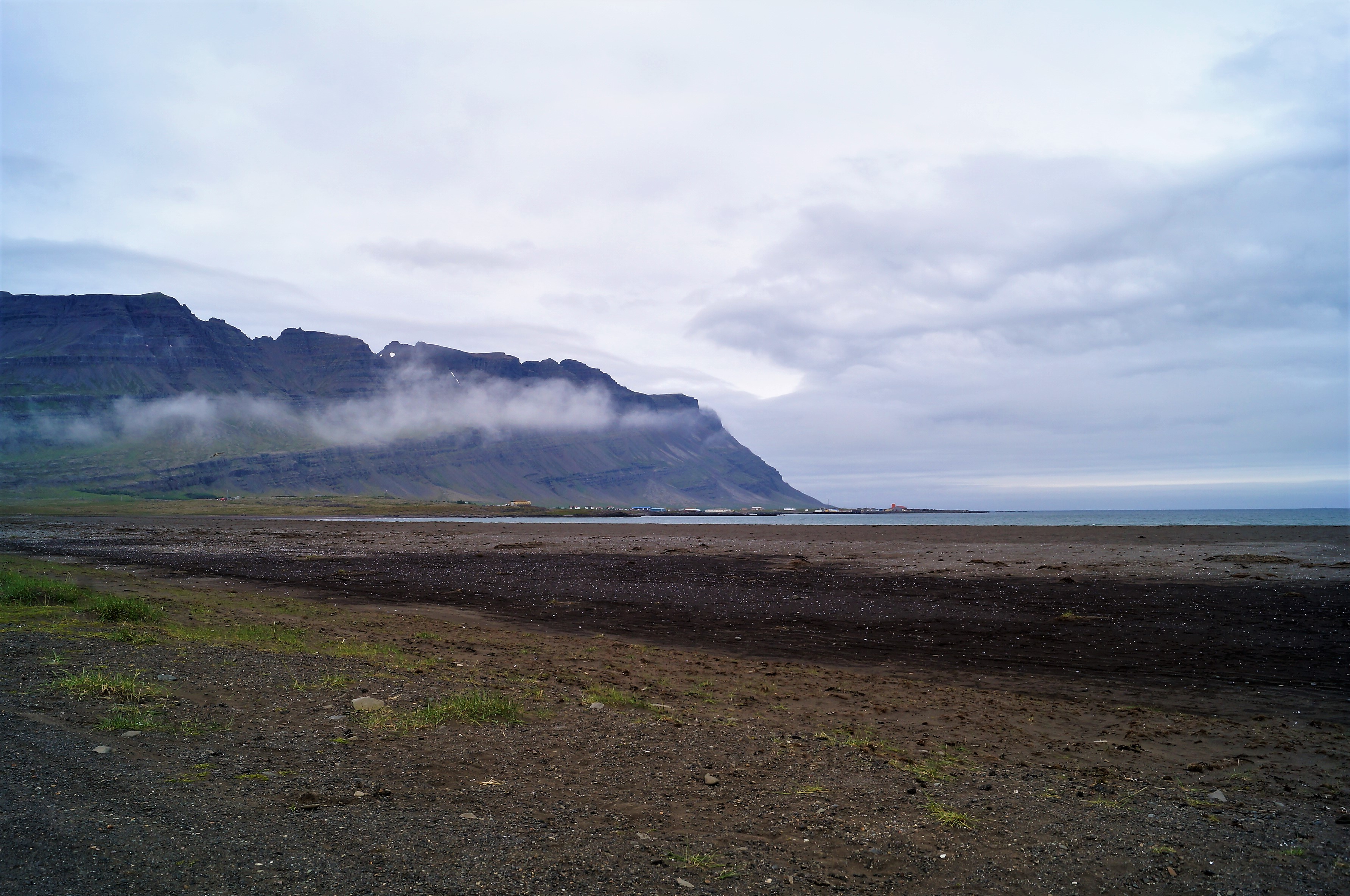
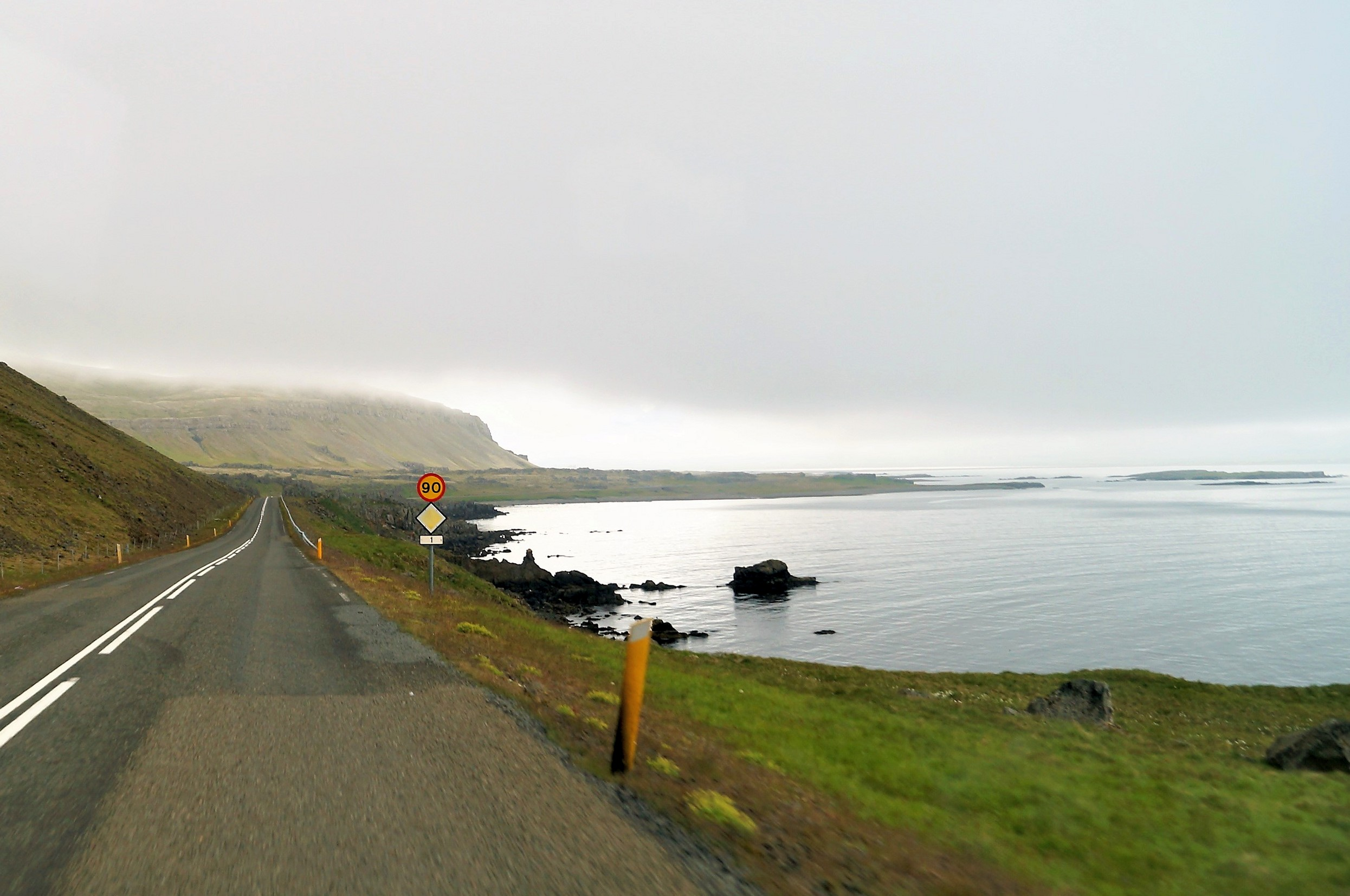